# ФК Йънг Бойс
„Бернер Шпорт Клуб Йънг Бойс 1898“ (Berner Sport Club Young Boys 1898, първите 3 думи на немски, последните 2 на английски) е швейцарски професионален футболен клуб от столицата Берн.
Клубът е основан през 1898 г. Играе в най-високото ниво на швейцарския клубен футбол Швейцарската суперлига.

## Срещи с български отбори

### Лудогорец
С Лудогорец се е срещал един път в контролен мач. Срещата се играе на 30 юни 2018 г. в австрийското курортно градче Фюген като резултатът е 2 – 1 за Лудогорец .

### Левски
С Левски се среща един път в контролен мач на 2 юли 2019, който завършва 1-1.

### ЦСКА София
С ЦСКА София се среща един път в групите на Лига Европа на 6 ноември 2020 година. Мачът завършва 3-0 за швейцарския тим.

## Успехи
Национални:
- Швейцарска Суперлига:
  -  Шампион (17): 1902-1903, 1908-1909, 1909-1910, 1910-1911, 1919-1920, 1928-1929, 1956-1957, 1957-1958, 1958-1959, 1959-1960, 1985-1986, 2017-2018, 2018-2019, 2019-2020, 2020-2021, 2022-2023, 2023–24
  -  Сребърен медал (17): 1901-1902, 1904-1905, 1907-1908, 1913-1914, 1917-1918, 1920-1921, 1936-1937, 1940-1941, 1952-1953, 1960-1961, 1964-1965, 1974-1975, 1992-1993, 2003-2004, 2007-2008, 2008-2009, 2009-2010
  -  Бронзов медал (10): 1905-1906, 1916-1917, 1925-1926, 1937-1938, 1944-1945, 1955-1956, 2005-2006, 2010-2011, 2011-2012, 2013-2014
- Купа на Швейцария:
  - Носител (8): 1929-1930, 1944-1945, 1952-1953, 1957-1958, 1976-1977, 1986-1987, 201-2020, 2022-2023
  - Финалист (8): 1928-1929, 1955-1956, 1978-1979, 1979-1980, 1990-1991, 2005-2006, 2008-2009, 2017-2018
- Купа на лигата:
  -  Носител (1): 1975-1976
- Суперкупа на Швейцария:
  -  Носител (1): 1986
  -  Финалист (1): 1987
- Чалъндж лига (2 ниво)
  -  Шампион (2): 1997-1998, 1999-2000
- Английска купа
  -  Носител (3): 1910, 1911, 1912

Международни:
- Алпийска купа
  -  Носител (1): 1974

- Купа на часовете:
  -  Носител (7): 1964, 1973, 1975, 1987, 2000, 2004, 2007

- КЕШ:
  - Полуфиналист (1): 1958/59

- КНК:
  - 1/4-финалист (1): 1987/88

## Български футболисти
- Румен Иванов: 1996/98 - (52 мача - 29 гола) - в Суперлига